# Philip Kitcher

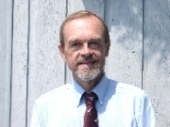
Philip Kitcher, 2004

Philip Stuart Kitcher (* 20. Februar 1947 in London) ist ein britischer Wissenschaftsphilosoph.

## Wissenschaftliche Biographie
Kitcher wuchs in Eastbourne, Sussex auf. Er studierte in Cambridge und wechselte später nach Princeton. Er lehrte dann am Vassar College, der University of Vermont, der University of Minnesota, der University of California, San Diego und der Columbia University.
Zunächst befasste er sich mit der Philosophie der Mathematik, später der Biologie. Einen Schwerpunkt bildete zuletzt die Erforschung der Evolution von Altruismus und Moral und des Konfliktes zwischen Wissenschaft und Religion.

## Auszeichnungen
- 1987: Lakatos Award (zusammen mit Michael Friedman) für seine Monographie Vaulting Ambition: Sociobiology and the Quest for Human Nature[1]
- 2002: Wahl in die American Academy of Arts and Sciences gewählt
- 2018: Wahl in die American Philosophical Society
- 2021: Wahl in die British Academy
- 2024: BBVA Foundation Frontiers of Knowledge Award

## Werk (Auswahl)
- Vaulting Ambition: Sociobiology and the Quest for Human Nature. (1985)
- The Advancement of Science (1993)
- The Lives to Come (1996)
- Science, Truth and Democracy (2001)
- In Mendel's Mirror (2003)
- Finding an Ending: Reflections on Wagner’s Ring (mit Richard Schacht) (2004)
- Living with Darwin: Evolution, Design, and the Future of Faith (2007)
- Joyce's Kaleidoscope: An Invitation to Finnegans Wake (2007)
- The Ethical Project (2011)
- Science in a Democratic Society (2011)
- Preludes to pragmatism: Toward a reconstruction of philosophy (2012)
- (mit Evelyn Fox Keller) The Seasons Alter: How to Save Our Planet in Six Acts (2017)
- Joyce's Ulysses: Philosophical Perspectives (2020)